# I Saw the Light (Hank-Williams-Lied)
I Saw the Light ist ein Country-Gospel-Song von Hank Williams, der 1947 entstand und ein Jahr später aufgenommen und veröffentlicht wurde.
Obwohl er zum Zeitpunkt seines Erscheinens wenig Aufmerksamkeit erregte, gehört die Nummer heutzutage zu den berühmtesten und beliebtesten von Williams. Der Text wird häufig mit Williams’ eigenem Leben in Verbindung gebracht und diente auch als Titel für einen biografischen Film über Hank Williams aus dem Jahr 2015.

## Text
Der poetische Text beschreibt einen Mann, der davon erzählt, wie er einsam und zerstreut seinen Weg ging, bis er von Jesus gerettet wurde und das Licht sah, woraufhin er nie wieder in Dunkelheit tappen sollte.
Es wäre möglich, dass Williams mit diesem Song seine eigenen spirituellen Sehnsüchte ausdrückte, während er immer mehr vom Alkohol und starken Schmerzmitteln abhängig wurde, bis er schließlich hoffnungslos süchtig war.
Zur selben Zeit mit I Saw the Light entstand auch Calling You, der inhaltlich sehr ähnlich ist. Weitere religiöse Songs von ihm sind Thank God, The Pale Horse and his Rider und I Heard my Mother Praying for Me.

## Coverversionen
Der Song wurde mehrfach gecovert. Die Nitty Gritty Dirt Band landete 1971 mit ihrer Version des Songs auf Platz 56 der Billboard-Country-Single-Charts.
Johnny Cash sang das Lied in der Folge Schwanengesang der Fernsehreihe Columbo. Des Weiteren interpretierte er das Stück gemeinsam mit Carl Perkins und Jerry Lee Lewis Anfang der 80er Jahre für das Live-Album The Survivors Live.
Weitere Coverversionen stammen von Crystal Gayle, Roy Acuff, Merle Haggard, Hank Williams Jr., Bobby Bare, Bill Monroe, Etta James und David Crowder Band.

## Trivia
- Der Song wurde 2005 von CMT auf Rang 1 der 20 greatest Songs of Faith gewählt.